# Neblagodaren
Neblagodaren è un singolo della cantante bulgara Andrea, pubblicato il 22 maggio 2010 come terzo estratto dal terzo album in studio Andrea.

## Cover
La cantante serba Sandra Afrika ha pubblicato nel 2012 una cover del brano in lingua serba, intitolata Devojka tvog druga, con la partecipazione della Costi.